# Wayne Naus
Wayne Naus (* 20. November 1947 in Berwick, Pennsylvania) ist ein US-amerikanischer Jazzmusiker (Trompete, Flügelhorn, Arrangement) und Hochschullehrer.

## Leben und Wirken
Naus hatte als Jugendlicher Trompetenunterricht bei seinem Vater; an der Highschool spielte er in einer Marching Band. Nach dem Militärdienst in der Marine, wo er an der Navy School of Music in Norfolk (Virginia) 1966 als Musiker in einer Militärkapelle spielte, begann er seine Karriere Anfang der 1970er Jahre in den Bands von Buddy Rich (Stick It!), Maynard Ferguson (1973) und Lionel Hampton. Daneben studierte er bis 1976 am Berklee College of Music. Mit einer eigenen Bigband-Formation legte er 1985 das Album Born on the Road vor. 1993 nahm er mit seinem eigenen Latin-Jazz-Oktett Heart & Fire das Album Chase the Fire auf und ging mit diesem Ensemble erfolgreich auf Russland-Tournee. Am Berklee College ist er als Associate Professor tätig und leitet dort seit 2000 das Berklee Tower Of Power Ensemble. Er ist Autor des Harmonielehre-Werks Beyond Functional Harmony (Advance Music).